# Sophronia curonella
Sophronia curonella is een vlinder uit de familie tastermotten (Gelechiidae). De wetenschappelijke naam is voor het eerst geldig gepubliceerd in 1884 door Standfuss.
De soort komt voor in Europa.